# 卷尾蜥科
卷尾蜥科（学名：Leiocephalidae）为有鳞目的一个科。

## 下级分类
本科包括以下属：
- 卷尾蜥属 Leiocephalus Gray, 1827